# الرياضة في بلجيكا

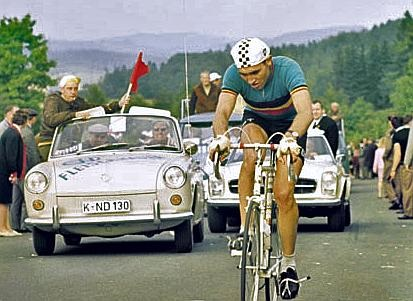

تلعب الرياضة دورًا بارزًا في المجتمع البلجيكي. تحتوي بلجيكا حسب آخر الاحصاءات على نحو 17,000 ناد رياضي فيهم نحو 1.35 مليون عضو، لذا فقد بلغت نسبة السكان البلجيكيين المنخرطين في النشاطات الرياضية 13% من مجموع السكان. تشمل الرياضات الشائعة في بلجيكا كل من: كرة القدم وركوب الدراجات وكرة المضرب وكرة الطاولة وألعاب القوى والسباحة وكرة السلة والريشة الطائرة والجودو والهوكي والتجديف وسباق الدراجات البخارية (موتوكروس) وسباق السيارات وكرة الطائرة والركض. نظمت بلجيكا منافسات دورة الألعاب الأولمبية الصيفية 1920 في مدينة أنتويرب إضافةً إلى استضافتهم لبطولة أمم أوروبا 1972 وبطولة أمم أوروبا 2000 بالاشتراك مع هولندا. كان حصول منتخب بلجيكا لكرة القدم على المركز الثالث في منافسات كأس العالم 2018 وعلى المركز الثاني في بطولة أمم أوروبا 1980 هما أفضل نتيجتين في تاريخ هذا المنتخب. فازت نوادي كرة القدم البلجيكية بكأس الكؤوس الأوروبية لثلاثة مرات وبالدوري الأوروبي لمرتين وبكأس السوبر الأوروبي لثلاثة مرات.
فازت بلجيكا بأربعين ميدالية ذهبية في الألعاب الأولمبية الصيفية إضافةً إلى ميدالية واحدة في الألعاب الأولمبية الشتوية للتزلج الفني على الجليد في دورة الألعاب الأولمبية الشتوية 1948 التي أُقيمت في مدينة سان موريتز. تضمنت الميداليات الأربعون التي حصلت عليها بلجيكا في الألعاب الأولمبية الصيفية، على 11 ميداليةً في النّبالة (رمي السهام/النبال) وسبعة ميداليات في ركوب الدراجات وأربع ميداليات في الفروسية وثلاثة ميداليات في ألعاب القوى والمبارزة الأولمبية وميداليتين في الملاحة الشراعية والجودو. يتضمن الأبطال الأولمبييون البلجيكيون المعروفون كلًّا من هوبرت فان إينيس وإدموند كلوتينس (النّبالة)، وغاستون رويلانتس وتيا هيلبوت (ألعاب القوى)، وباتريك سيركو وروجر إيليجيمس (سباق الدراجات على المضمار)، وروبرت فان دي فاله وأولا ويربروك (الجودو)، وفريدريك ديبورغجريف (السباحة) وجوستين هينين (كرة المضرب).
هنالك أبطالٌ رياضيون آخرون مثل روجر موينز وإيفو فان دام وكيم جيفايرت (ألعاب القوى)، وبارت فيلدكامب (التزلج السريع)، وإنغريد ليمبيرور (السباحة)، وجيلا فانديكافي وهايدي راكيلز وهاري فان بارنيفيلد (الجودو)، وإيدي ميركس وريك فان لوي وروجر دي فلايمينك ولوسيان فان إيمبي ويوهان برونيل ويوهان موسيو وأكسل ميركس وتوم بونن (ركوب الدراجات)، وريمون سوليمانز (البلياردو ثلاثي الوسائد)، وجاكي إيكس وتييري بوتسين (فورمولا 1)، وستيفان ايفرتس وغاستون راهير (الموتوكروس)، وجان ميشيل سايف (كرة الطاولة)، وكيم كليسترز (كرة المضرب)، وسفين نس (سباق الدراجات) وفنسنت روسو (الركض). في الرياضات الجماعية، يتضمن لاعبو كرة القدم المشهورون كلًّا من جان ماري فاف وإيريك غيريتس وإنزو شيفو وميشيل برودوم وفرانكي فان در إلست ولوك نيليس ويان كويلمانس، ويتضمن لاعبو كرة السلة المشهورون كلًّا من آن فاوترز وإريك سترويلينس وأكسيل هيرفيل ودي. جاي. مبنجا. كان الكونت جاك روج، وهو الرئيس السابق للجنة الأولمبية الدولية، بلجيكي الجنسية.
تقع الرياضة، بوصفها مجالًا فرعيًا للثقافة في بلجيكا، تحت مسؤولية المجتمعات البلجيكية الثلاث (المجتمع الناطق بالهولندية والمجتمع الناطق بالفرنسية والمجتمع الناطق بالألمانية). تُقسم جميع الاتحادات الرياضية الكبرى في بلجيكا، باستثناء كرة القدم وهوكي الحقل، إلى اتحادين رئيسيين (اتحاد ناطق باللغة الفرنسية واتحاد ناطق باللغة الهولندية).

## كرة القدم
أُسس الاتحاد الملكي البلجيكي لكرة القدم، وهو الهيئة الإدارية لكرة القدم في بلجيكا، في عام 1895 وكان أحد الأعضاء المؤسسين للاتحاد الدولي لكرة القدم (الفيفا) في عام 1904. أُقيم الدوري البلجيكي الممتاز لأول مرة في عام 1895 بمشاركة الفرق العشرة المؤسِسة للاتحاد الملكي البلجيكي لكرة القدم وفاز نادي لييج باللقب. أُضيف مستوىً ثانٍ إلى الدوري البلجيكي في 1905، ومستوىً ثالث في 1926 ومستوىً رابع في 1952. يُعد نادي رويال أندرلخت أكثر النوادي البلجيكية نجاحًا على الصعيدين المحلي (حاصلٍ على 32 لقبًا بلجيكيًا) والدولي (حاصلٍ على ستة ألقابٍ أوروبية). هناك نوادٍ بلجيكيةٍ ناجحةٍ أخرى مثل نادي كلوب بروج (حاصلٍ على 13 لقبًا بلجيكيًا) ونادي سانت خيلويزي (حاصلٍ على 11 لقبًا محليًا) ونادي ستاندارد لييج (حاصلٍ على عشرة ألقابٍ محلية) ونادي كيه في ميخيلين (حاصلٍ على أربعة ألقابٍ محلية ولقبين أوروبيين). يُعد نادي كلوب بروج أكثر الفرق البلجيكية إحرازًا لكأس بلجيكا (عشرةُ ألقاب) يليه نادي رويال أندرلخت (تسعةُ ألقاب) ونادي ستاندارد لييج (ستةُ ألقاب). أُحرزت الألقاب الأوروبية الثمانية التي نالتها النوادي البلجيكية في الفترة بين 1976 و1988.
لعب منتخب بلجيكا لكرة القدم مباراته الأولى في عام 1904 ضد منتخب فرنسا. انتهت المباراة بالتعادل بثلاثة أهدافٍ لكلٍ منهما. منذ ذلك الحين، تأهلت بلجيكا إلى 12 نسخة من كأس العالم من أصل 20، وأحرزت المركز الثالث في عام 2018، وتأهلت إلى 4 نسخ من بطولة أمم أوروبا من أصل 12 نسخة شاركت في تصفياتها، وأحرزت المرتبة الثانية في عام 1980. في الأولمبيات الصيفية، فازت بلجيكا بالميدالية الذهبية في عام 1920 وحصلت على المركز الرابع في عام 2008.
يُعد يان فيرتونغن أكثر اللاعبين لعبًا لصالح منتخب بلجيكا (108 مباراة دولية)، يليه كل من يان كويلمانس وأكسيل فيتسل (لعب كل منهما 96 مباراة دولية) وتيمي سيمونس (93 مباراة دولية). يُعد روميلو لوكاكو أفضل هدافٍ لبلجيكا على مر العصور بتسجيله 48 هدفًا. هناك مجموعةٌ من اللاعبين المشهورين السابقين مثل حارسي المرمى جان ماري فاف وميشيل برودوم، وريني فان در يكن وويلفريد فان موير وفرانسوا فان در إلست وليو فان دير ألست ورايموند مومنز وفرانكي فان در إلست ولوك نيليس وإنزو شيفو وإروين فاندينبيرغ وجورج غرون وليو كليسترز (والد لاعبة كرة المضرب كيم كليسترز)، وفيليب ألبرت ومارك فيلموتس. يتضمن اللاعبون البلجيكيون المشهورون في الوقت الحالي كل من إدين هازارد وتيبو كورتوا وسيمون مينيوليه وفينسنت كومباني وتوماس فيرمايلين ويان فيرتونغن ومروان فيلايني وروميلو لوكاكو وتوبي ألدرفيريلد وكيفين دي بروينه وكريستيان بينتيكي.

## كرة المضرب
تُدار شؤون كرة المضرب في بلجيكا من قبل الاتحاد البلجيكي الملكي لكرة المضرب، والذي يُقسم إلى قسم ناطق بالهولندية وقسم ناطق بالفرنسية. اشتهرت بلجيكا في رياضة كرة المضرب من خلال بطلتي كرة المضرب جوستين هينين وكيم كليسترز اللتان احتلتا المرتبة الأولى في تصنيف رابطة محترفات التنس في العقد الأول من القرن العشرين. اعتزلت اللاعبة جوستين هينين في 2007 واعتزلت كيم كليسترز في 2008، وعادت جوستين هينين في 2009 وعادت كيم كليسترز في 2010. أحرزت كليسترز 41 لقبًا من ألقاب رابطة محترفات التنس، من ضمنها ثلاثة ألقابٍ في بطولة أمريكا المفتوحة إضافةً إلى لقب بطولة أستراليا المفتوحة في عام 2011. أحرزت هينين 43 لقبًا من ألقاب رابطة محترفات التنس، من ضمنها سبعة ألقابٍ في البطولات الكبرى لكرة المضرب (أربعة ألقاب في بطولة فرنسا المفتوحة، ولقبان في بطولة أمريكا المفتوحة ولقب أستراليا المفتوحة في 2004)، إضافةً إلى فوزها بميدالية ذهبية في دورة الألعاب الأولمبية الصيفية في عام 2004.
فازت بلجيكا بكأس فيد 2001 وأحرزت المرتبة الثانية في نسخة 2006. يتكون فريق بلجيكا الحالي لكأس فيد من كيم كليسترز ويانينا ويكماير وكيرستن فليبكينس وأليسون فان يوتفانخ وأن صوفي ميستاتش. تستضيف بلجيكا بطولة بلجيكا المفتوحة لكرة المضرب في كل سنة منذ عام 1987، والتي استُبدلت ببطولة ألعاب بروكسيموس الماسية في 2002.
يحتل منتخب بلجيكا للرجال المرتبة الرابعة في تصنيف الاتحاد الدولي لكرة المضرب. كانت أفضل النتائج المحرزة من قبل هذا الفريق هو احتلال المركز الثاني في التحدي الدولي للتنس في 1904 وكأس ديفيز في 2015. يتألف منتخب بلجيكا لكأس ديفيز الحالي من اكزافييه ماليسه (حاصل على 3 ألقاب لرابطة محترفي التنس) وأوليفيه روكوس (لقبان) وستيف دارسيس (لقبان) وديفيد جوفان (أربعةُ ألقاب).
يتضمن الأبطال البلجيكيون السابقون لكرة المضرب كل من فيليب ديولف (حاصل على لقبين لرابطة محترفي التنس) وكريستوف روكوس وسابينه أبيلمانس (سبعة ألقاب ضمن رابطة محترفات التنس) ودومينيك مونامي (أربعة ألقاب).